# Endrosa mutans
Endrosa mutans är en fjärilsart som beskrevs av Franz Dannehl 1928. Endrosa mutans ingår i släktet Endrosa och familjen björnspinnare. Inga underarter finns listade i Catalogue of Life.